# 矢崎武夫
矢崎 武夫（やざき たけお、1916年〈大正5年〉12月1日 - 2005年〈平成17年〉1月30日）は、日本の都市社会学者。慶應義塾大学名誉教授、元明星大学教授。

## 経歴
1916年、東京の大森に生まれる。
1941年、慶應義塾大学経済学部卒業。東芝入社。1942-1946年、兵役で中国を転戦。
1949-1952年、シカゴ大学大学院留学。1954年、慶應義塾大学講師。1962年、慶應義塾大学教授。1967年、文学博士。1971-1972年、ハワイ大学客員ティーチング・プロフェッサー。
1975－1976年、香港中文大学崇基学院客員教授。1982年、慶應義塾大学名誉教授、明星大学教授。1993年、いわき明星大学教授。1995年、いわき明星大学退職。
2005年1月30日、心不全のため死去。

## 人物・研究
矢崎武夫は熱心なクリスチャンの家に育ち、教会を家のように過ごした。教会で牧師より英語を学び会話には不自由しなかった。こうした語学力を生かして、慶應義塾大学の学生時代から、後に首相となった宮沢喜一らと日米学生会議で活躍する。戦況悪化で経済学部を1941年12月に繰上げ卒業している。翌1942年1月東京芝浦電気（現東芝）に入社後、入営する。短い訓練を経て、上海を出発地としていわゆる中支に転戦する。1946年10月に帰国し東芝に復職している。その後、1949年9月から1952年9月まで3年間シカゴ大学大学院で、ルイス・ワース、P.ハウザーなどに都市社会学を学んでいる。
戦後の日本の社会学会では、戦前のドイツ社会学に変わり、アメリカ社会学の紹介や阻噂が盛んに行われるようになった。矢崎はアメリカで社会学を学ぶこととなる。それだけに、彼の研究は日本で行われていたアメリカ社会学の文献紹介に終始するものではなかった。矢崎の研究はシカゴ学派の都市研究を単純に紹介するものではなく、シカゴでの経験を踏まえて、創造的に摂取するという当時としては珍しい立場をとっていた。彼はその成果を『日本都市の発展過程』（弘文堂,1962年）とその理論編として『日本都市の社会理論』（学陽書房,1963年）を発表する。
矢崎は当時都市研究の理論的焦点となっていた師でもあったルイス・ワースのアーバニズム理論に対して、都市構造の中核をなすものが、政治的軍事権力、官僚統制、経済的、宗教的支配であって、これが都市の本質をなすものであることを見落としているという。さらに、シカゴ学派の都市研究が、都市を独立変数とみて、都市がその外部にある社会体制によって計画的に建設されることを見失っているという。また、都市は局地としての都市の権力のほかに、国民的、あるいは国際社会と構造的に関連しているのであって、都市は農村との比較および関連から見るばかりではなく、全体の社会文化体制の派生体として見ることが必要なことを強調する。
こうした観点から、矢崎は都市を、一定の地域に、一定の密度をもって定着した一定の人口が，非農業的生産活動を営むために、種々な形態の権力を基礎に、水平的・垂直的に構成された人口であると定義する。その際、都市は、特定の政治、軍事、経済、宗教、娯楽その他の組織を通じて、広範な地域と結合し、農村の余剰を時代や社会により異なった種々な形態で吸収することによって存続する。したがって、都市はこの組織を運用するため、相互に関連したそれぞれの「統合棲関（Integreted Organ）」を組織する。都市の人口は権力的に構成されたこれらの機関を中核として直接的あるいは間接的に関連して、高度な分業に引き入れられるとともに、それにともなう種々な派生文化をもち、全体は多く形式的に統制された水平的、垂直的な構成体をなしているという。
矢崎の都市理論はシカゴ学派の研究を批判的に継承しながら，日本都市の発展過程を検討するなかで生み出された。しかし彼の統合機関概念は、奥井復太郎の都市を「空間的交通網における結節的機能」だとした説や鈴木栄太郎の都市を「社会的交流の結節機関」だとした説を、さらに発展・精緻化するものであった。『日本都市の発展過程』はSocial Change and the City in Japanとして英訳される。本書は出版とともに多くの学術雑誌にとりあげられ、欧米の研究者に国際的水準の研究として好意をもって迎えられた。矢崎の研究は、J.バーナードの『コミュニティ批判』（早稲田大学出版部,1987年）など多くの研究書に言及されている。また、フェルナン・ブローデルの『文明・経済・資本主義』（みすず書房,1985年）をはじめ欧米の歴史家の研究に大きな影響を与えている。
矢崎は常に目を海外に向けていた。矢崎は若い時の中国やアメリカでの生活ら肌で外国の学問を学び取っていた。その後は『国際秩序の変化過程における発展途上国の都市化と近代化』（慶應通信、1988年）にまとめられたように、東南アジアの都市、とくに香港に関心を示した。矢崎は得意の英語力を生かして、アメリカやヨーロッパの各地で数多くの講演を行った。

## 著作
- 『都市社会学研究』金文堂,1960年
- 『日本都市の発展過程』弘文堂,1962年
- 『日本都市の社会理論』学陽書房,1963年
- 『現代大都市構造論』東洋経済新報社,1968年
- 『国際秩序の変化過程における発展途上国の都市化と近代化』慶應通信,1988年
- (1968): Social Change and the City in Japan, Japan Puplications Inc. Tokyo
- (1973): The History of Urbanization in Japan, Aidan Southhall(ed.) Urban Anthropology, Oxford University Press.